# Gonokollesis nana
Gonokollesis nana är en mångfotingart som beskrevs av Carl Graf Attems 1928. Gonokollesis nana ingår i släktet Gonokollesis och familjen Dalodesmidae. Inga underarter finns listade i Catalogue of Life.